# Trattato di Alaksandu
Il cosiddetto trattato di Alaksandu è un testo redatto nel XIII secolo a.C. (1280 a.C. circa) in lingua luvia/ittita, con il quale l'imperatore ittita Muwatalli II ed il sovrano di Wilusa/Troia Alaksandu strinsero un accordo di vassallaggio, alleanza e protezione. Il testo è giunto a noi in discreto stato di conservazione.
Viene reputato un testo importante perché fornisce una serie di informazioni, precisazioni e conferme sui rapporti tra i vari stati dell'area anatolica e sulle azioni dei vari personaggi del periodo. Gli attori principali (Muwatalli ed Alaksandu) sono noti, e di conseguenza è possibile conoscere anche la datazione del reperto. 
Il documento, oltre a fornirci un esempio di come i trattati dell'epoca venissero stipulati, rivela probabilmente l'epilogo dei fatti narrati nella cosiddetta lettera di Manhapa-Tarhunta, che precede il trattato di pochi anni, fornendo anche un possibile sub-strato storico all'epopea omerica della guerra di Troia.

## Il testo
Nel lungo preambolo, Muwatalli II ricorda che il rapporto di amicizia tra gli Ittiti e Wilusiani dura da secoli, dando atto che questi si sono sempre dimostrati sudditi fedeli; il sovrano elenca una serie di rivolte avvenute contro gli Ittiti nel corso dei secoli da parte degli stati dell'area arzawa, di cui anche Wilusa faceva parte, rimarcando che tuttavia mai i Wilusiani vi hanno preso parte.
Muwatalli passa poi ad elencare le circostanze in cui Alaksandu è divenuto re, succedendo all'unico sovrano di Wilusa precedentemente noto, Kukunni: in questa parte piuttosto frammentaria del testo pare di leggere la parola padre. Il re ittita dà atto ad Alaksandu di essere rimasto lui pure fedele agli Ittiti quando, alcuni anni prima, il padre di Muwatalli, Muršili II era morto, lasciando il trono al figlio (circostanza che ci rivela che bel 1295, anno di morte di Mursili, Alaksandu fosse già re).
Come ricompensa a tale fedeltà, sottolinea Muwatalli, "...e per il giuramento fatto a tuo padre, ho risposto alla tua richiesta di aiuto ed ho ucciso i tuoi nemici al posto tuo".
Il testo contiene inoltre tutta una serie di istruzioni su come il vassallo si debba comportare in caso che il suo signore ittita venga coinvolto in una guerra, o in caso che venga a conoscenza di cospirazioni o di rivolte. Muwatalli elenca, inoltre, quali siano i "grandi re" dell'epoca il cui status considera pari al suo e contro i quali, in caso di guerra, Alaksandu dovrà schierarsi: i re di Egitto, Babilonia, Mitanni ed Assiria.
Nel trattato sono elencati i quattro stati in cui la regione arzawa era suddivisa all'epoca, con i nomi dei relativi sovrani, tutti vassalli ittiti: oltre ad Alaksandu di Wilusa, i re dell'area sono: Manhapa-Tarhunta della Terra del fiume Seha, Ura-Hattusa di Hapalla e Kupanta-Kurunta di Mira. Muwatalli sottolinea lo status di Kupanta-Kurunta di Mira quale membro della famiglia reale ittita: Alaksandu è quindi tenuto a fornirgli collaborazione, amicizia e lealtà.
Infine viene specificato che "...per prendere familiarità con gli obblighi del trattato, tu, Alaksandu, dovrai leggerlo tre volte all'anno".
Il testo si chiude con i nomi degli dei chiamati a testimoni e i castighi che colpiranno l'eventuale trasgressore del trattato.

## Considerazioni ed implicazioni del testo
Il primo dato messo che emerge dal testo è quello della secolare sottomissione di Wilusa agli Ittiti, datata, in modo più o meno ininterrotto, dalla fine del XVII secolo a.C., e durata quindi per almeno quattrocento anni: questa informazione ci offre della situazione politica della città un quadro differente da quello che gli aedi greci ci hanno dato per la Troia omerica.
La prima parte del trattato ci conferma le guerre intraprese contro gli Arzawa da Tudhaliya I/II, alla fine del XV secolo a.C., e da Šuppiluliuma I e Muršili II, nel XIV secolo a.C.: in nessuno di questi conflitti Wilusa si era schierata contro gli Ittiti, confermando il suo ruolo discosto rispetto al mondo arzawa. 
Il trattato non imponeva ad Alaksandu impegni gravosi: a fronte di ridotti obblighi in politica estera, gli lasciava completa autonomia, amministrativa e tributaria. Come fanno notare sia Bryce che Latacz, questa situazione di vassallaggio nei confronti degli Ittiti, garantiva ai re di Wilusa, a fonte di ben pochi obblighi, la protezione della potenza militarmente più forte del periodo; la lunga fedeltà e la stabilità che ne era derivata, consentirono a Wilusa di svilupparsi e di prosperare economicamente e culturalmente, con elevati standard di vita per l'elite dominante.
Muwatalli sottoscrisse questo trattato negli anni immediatamente precedenti alla grande campagna ittita in Siria, che portò allo scontro diretto con l'Egitto: verosimilmente il sovrano si era preoccupato di pacificare e stabilizzare i confini, e in particolare l'area arzawa, in continuo fermento. Fu probabilmente la necessità di stabilità e sicurezza sul fronte occidentale il motivo del trattato, comunque blando, e di azioni successive, come la sostituzione di Manhapa-Tarhunta sul trono di Seha. In tale contesto acquista verosimiglianza che la lettera di Tawagalawa possa essere stata opera proprio di Muwatalli, alla ricerca di una tregua con gli Ahhiyawa per concentrarsi sulla guerra contro gli Egizi.
È probabile, anche se il testo frammentario non consente di raggiungerne la certezza, che nella linea di successione sul trono wilusiano Alaksandu segua Kukunni, re al tempo di Šuppiluliuma I, e che ne fosse addirittura figlio, dal momento che nel passaggio che narra l'ascesa al trono di Alaksandu, collegata a Kukunni, pare di leggere la parola padre. 
Il riferimento al re di Mitanni tra i "grandi re" è sorprendente: all'epoca di Muwatalli, il regno mitanno risultava, infatti, vassallo degli Ittiti ormai da mezzo secolo: si tratta probabilmente di un errore dello scriba. Nel trattato, per i governanti di Egitto e Babilonia si è utilizzato il termine di "re", mentre in relazione all'Assiria si è usata la locuzione "uomo di Assiria", una perifrasi che nei testi ittiti era impiegata per indicare i governanti di piccoli territori: gli Assiri si erano all'epoca da poco affrancati dalla sudditanza al regno mitanno e forse non erano considerati di dignità pari a quella di regni più antichi come Babilonia ed Egitto.

## Guerra di Troia
Il trattato di Alaksandu e altri testi coevi che ci sono giunti, contribuiscono a ricostruire le vicende della città di Wilusa agli inizi del XIII secolo a.C., che potrebbero aver rappresentato il substrato storico sul quale si basò la successiva epopea omerica della guerra di Troia.
Alaksandu era già re di Wilusa nel momento in cui Muwatalli II era succeduto al padre, Muršili II, sul trono ittita, nel 1295 a.C., e quindi essere stato il sovrano vittima dell'attacco alla città da parte del popolo degli Ahhiyawa, dall'Egeo, guidati da Piyama-Radu. La vicenda era narrata nella lettera di Manhapa-Tarhunta, testo che precede il trattato di Alaksandu di pochi anni, se non addirittura di mesi. 
Un contingente "greco" avrebbe dunque assaltato la città di Wilusa/Troia, vassalla degli Ittiti, occupandola e scacciandone il sovrano, cioè Alaksandu. Questi avrebbe chiesto l'aiuto del sovrano ittita, Muwatalli II, il quale avrebbe inviato in suo soccorso un contingente militare. La città sarebbe quindi stata riconquistata e ad Alaksandu sarebbe stato restituito il suo trono. Il trattato che segue sarebbe dunque la conferma del ritorno allo status-quo.
Vista la coincidenza cronologica con le fonti classiche greche (che datano la guerra di Troia a questo periodo) e il fatto che Wilusa/Troia sarebbe stata attaccata ed espugnata da un esercito "greco", l'episodio narrato dalle fonti ittite è quello storico più vicino all'epica della guerra di Troia.
Gli attriti tra Ahhiyawa e Ittiti ai quali si fa riferimento nella seguente lettera di Tawagalawa, sarebbero stati probabilmente gli stessi.